# HD199401
HD199401 — хімічно пекулярна зоря спектрального класу A1, що має видиму зоряну величину в смузі V приблизно  8,7.
Вона  розташована на відстані близько 453,0 світлових років від Сонця.